# ویساروت واینگان
ویساروت واینگان (تایلندی: วิศรุต ไวงาน) یک فوتبالیست اهل کشور تایلند است که به عنوان مدافع بازی می‌کند.